# Viktor Zupančič
Viktor Zupančič, slovenski generalmajor JLA, * 23. marec 1931, Novo mesto, † 13. julij 1997, Beograd.

## Življenje in delo
Leta 1950 je končal letalsko vojaško šolo v Mostarju, 1965 pa v Beogradu Višjo vojaško akademijo in 1975 Šolo ljudske obrambe JLA. V letalskih silah JLA je opravljal predvsem inštruktorske in štabne naloge; med drugim je bil načelnik letalstva v Poveljstvu vojnega letalsrva in protizračne obrambe v Zemunu (1983–1985), nato do 1991 direktor Zvezne uprave za kontrolo letenja v Beogradu.